# Белый, Василий Алексеевич
Василий Алексеевич Белый (1899 год, Шахты, Ростовская область, Российская империя — неизвестно) — советский государственный деятель. Нарком торговли Казахской ССР.

## Биография
Василий Алексеевич Белый родился в 1899 году в г. Шахты Ростовской области в семье рабочего. По национальности - русский. Член Коммунистической партии с 1920 г.

### Образование
В 1931 году учился в Ленинградской кооперативной академии.
В 1942 году окончил заочно Московский торгово-экономический институт по специальности "экономист".

### Трудовая деятельность
В 1914-1919 годах ученик аптекарского магазина (г. Шахты), конторщик Снежнянского рудоуправления (Ростовская область), счетовод гор, управы (г. Шахты).
В 1920 году заведующий жилищным отделом гор. отдела коммунального хозяйства (г. Шахты).
В 1920-1922 годах служил в РККА.
В 1922 году секретарь окружного отдела ОГПУ (г. Луганск).
В 1923-1924 годах секретарь Камено-Бродского райисполкома (г. Луганск).
В 1924-1925 годах заведующий отделом Луганского окружкома ВКП(б).
В 1925-1929 годах инструктор, член и заместитель председателя правления Луганского окружного кредитсоюза.
С марта по ноябрь 1929 года секретарь ячейки ВКП(б) шахты No15 (Красно-Лучский район Луганского округа).
С ноября 1929 года председатель Ровенецкого (г. Ровеньки), затем Алчевского рабочих кооперативов (Луганский округ).
В 1931 году учился в Ленинградской кооперативной академии. После 4-х месяцев был снят с учебы и направлен руководителем группы Центросоюза, в декабре 1931 года возвращен на учебу в академию (г. Москва).
В марте 1932 года вновь снят с учебы и направлен заместителем председателя Актюбинского областного союза потребительских обществ.
С сентября 1933 года председатель Алма-Атинского областного союза потребительских обществ.
С августа 1934 года торговый представитель и одновременно заместитель Постоянного представителя, с июня 1936 года Постоянный представитель Казахской ССР при Совнаркоме СССР.
С июня 1941 по апрель 1942 года нарком торговли Казахской ССР.
В 1942-1945 годах заместитель председателя Совнаркома Казахской ССР.
В феврале-июне 1945 года нарком торговли Казахской ССР.
С июля 1945 года председатель Шемонаихинского райисполкома (Восточно-Казахстанская область).
В 1948-1950 годах первый заместитель председателя Восточно-Казахстанского облисполкома.
В 1950-1953 годах начальник отдела рабочего снабжения треста "Карагандаугольразрез".
В 1953-1957 годах начальник управления рабочего снабжения комбината "Карагандауголь".
В 1957-1960 годах начальник управления рабочего снабжения Карагандинского совнархоза.
С 1960 года на пенсии.
В 1962 году работал директором Карагандинского холодильника Главмясорыбторга.

### Награды
Награжден двумя орденами "Знак Почета" (1940, 1946).